# Laccophilus sharpi
Laccophilus sharpi är en skalbaggsart som beskrevs av Régimbart 1889. Laccophilus sharpi ingår i släktet Laccophilus och familjen dykare. Inga underarter finns listade i Catalogue of Life.